# Hôtel Hérouet

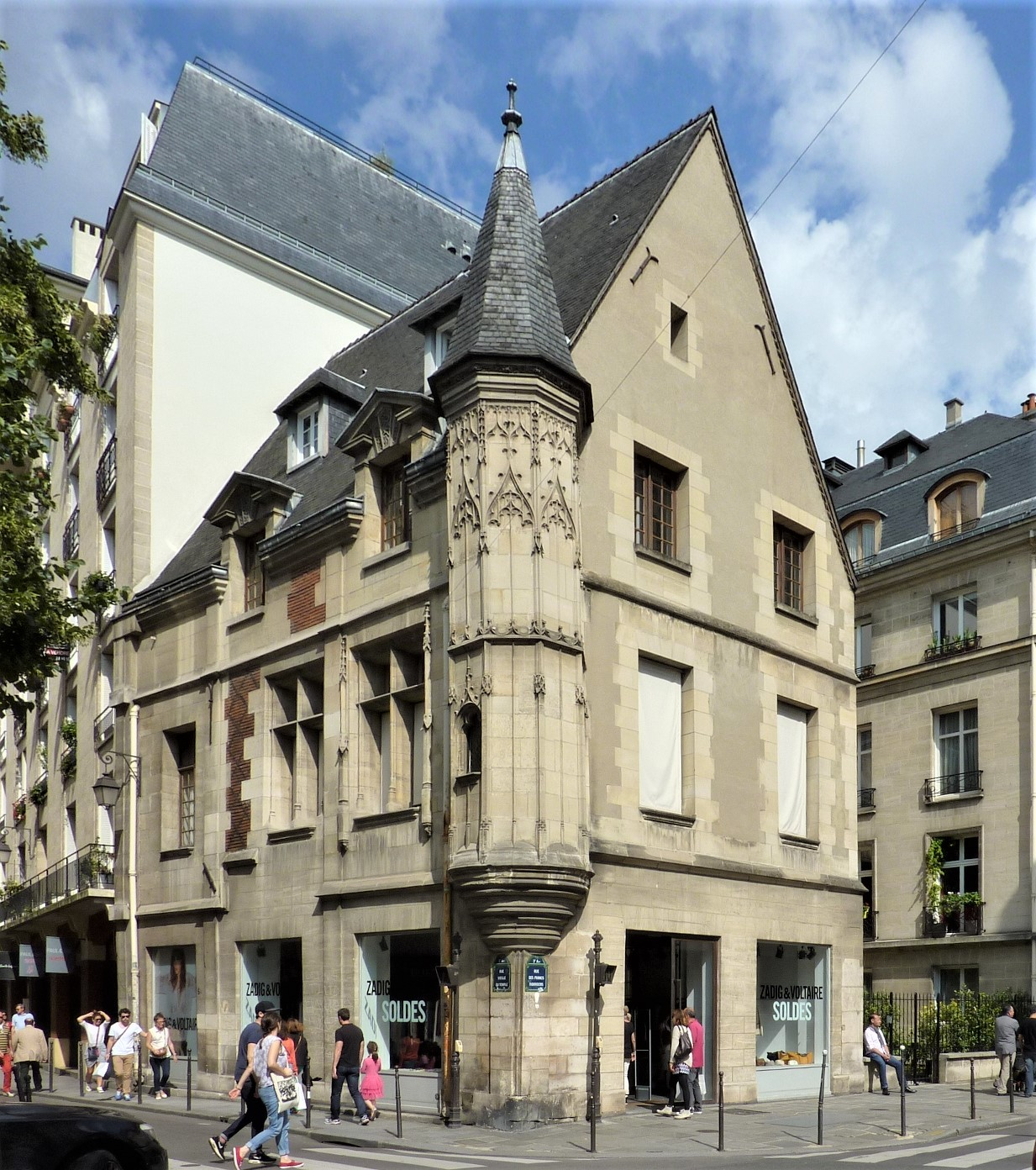
Hôtel Hérouet in Paris

Das Hôtel Hérouet ist ein im Kern gotisches Geschäftshaus in Paris. Es befindet sich in der Rue des Francs-Bourgeois Nr. 42 im 3. Arrondissement. Das Bauwerk ist seit 1908 als Monument historique klassifiziert.

## Geschichte
Das Gebäude wurde auf Veranlassung von Jean Hérouet, Herr von Carrières, errichtet, der 1497 Sekretär des Herzogs von Orléans, des späteren Ludwig XII., wurde. Es ist mit dem Hôtel de Sens und dem Hôtel de Cluny eines der erhaltenen reich verzierten spätgotischen Bauwerke, die in Paris der italienischen Renaissance vorausgingen. Hérouet baute das Haus zwischen 1510 und 1520 auf einem Grundstück, das zur Mitgift seiner Frau Marie Malingre gehörte. Ursprünglich waren die Fassaden des Hauses mit Ziegelsteinen verkleidet, die mit roten und schwarzen Rauten verziert waren, während für den Sockel und die zweibogigen Fenster Werkstein verwendet wurde. Der auskragende Eckturm ruht auf einer Konsole und ist mit Verzierungen im Stil der Flamboyantgotik dekoriert.
Das Ende des 19. Jahrhunderts im Troubadour-Stil restaurierte Hôtel Hérouet sollte wegen der Erweiterung der angrenzenden Straßenkreuzung abgerissen werden. Durch die Intervention von Henri d'Allemand, Mitglied der Kommission des alten Paris („Commission du Vieux Paris“), der es 1892 kaufte und es 1908 unter Denkmalschutz stellen ließ, wurde das Haus gerettet. Durch die Luftangriffe auf Paris vom 26. zum 27. August 1944 wurde das Haus nahezu zerstört. In den 1970er Jahren wurde es fast vollständig wieder aufgebaut, mit Ausnahme des Eckturms, der vom originalen Baubestand erhalten geblieben ist.